# 트레비쇼우

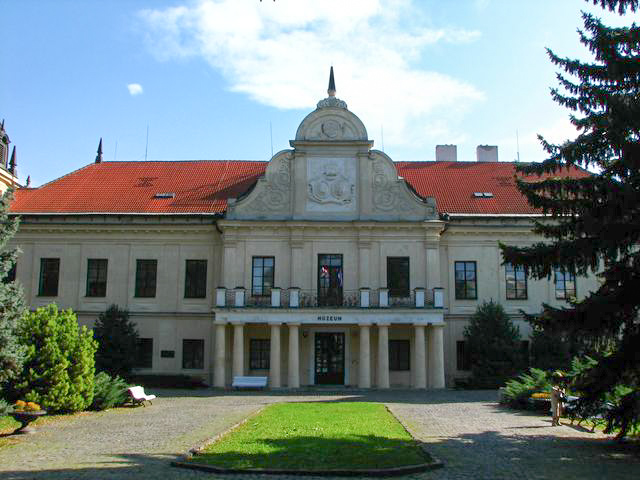
트레비쇼우 박물관

트레비쇼우(슬로바키아어: Trebišov, 독일어: Trebischau 트레비샤우[*], 헝가리어: Tőketerebes 퇴케테레베시[*])는 슬로바키아 동부 코시체 주에 위치한 도시로 면적은 70.160 km2, 높이는 109m, 인구는 23,152명(2005년 기준), 인구 밀도는 330명/km2이다.